# PGC 67818
LEDA/PGC 67818, inoffiziell NGC 7162A, ist eine gasreiche Balken-Spiralgalaxie vom Hubble-Typ SBm im Sternbild Kranich am Südsternhimmel, von ähnlicher Morphologie wie die Magellansche Wolken. Sie ist schätzungsweise 100 Millionen Lichtjahre von der Milchstraße entfernt und hat einen Durchmesser von etwa 100.000 Lichtjahren.
Eine Untersuchung von Reeves et al., die im Jahr 2016 publiziert wurde, zeigte ein vergleichsweise flaches, radiales H-I-Profil.
Im selben Himmelsareal befinden sich unter anderem die Galaxien NGC 805, PGC 1850508, PGC 1850676.